# Miss Polski
Miss Polski es un concurso de belleza nacional en Polonia. Se encarga de seleccionar a las representantes del país para los concursos de Miss Universo, Miss Internacional y Miss Supranacional.

## Ganadoras
| Año  | Miss Polski            | Voivodato                                | Notas                             |
| ---- | ---------------------- | ---------------------------------------- | --------------------------------- |
| 1990 | Ewa Maria Szymczak     | Lodz (Lodz)                              |                                   |
| 1991 | Agnieszka Kotlarska †  | Breslavia (Baja Silesia)                 | Miss Internacional 1991           |
| 1992 | Elżbieta Dziech        | Bielsko-Biała (Silesia)                  |                                   |
| 1993 | Agnieszka Pachałko     | Bydgoszcz (Cuyavia y Pomerania)          | Miss Internacional 1993           |
| 1994 | Magdalena Lewandowska  | Bydgoszcz (Cuyavia y Pomerania)          |                                   |
| 1995 | Sabina Śnioch          | Dąbrowa Górnicza (Silesia)               |                                   |
| 1996 | Anna Kowalczyk         | Varsovia (Mazovia)                       |                                   |
| 1997 | Grażyna Domańska       | Breslavia (Baja Silesia)                 |                                   |
| 1998 | Kamila Wiśniewska      | Poznan (Gran Polonia)                    |                                   |
| 1999 | Renata Piotrowska      | Toruń (Voivodato de Cuyavia y Pomerania) |                                   |
| 2000 | Dorota Pikuła          | Mirków (Baja Silesia)                    |                                   |
| 2001 | Ewa Wiertel            | Lubań (Baja Silesia)                     |                                   |
| 2002 | Magdalena Stanisławska | Białystok (Podlaquia)                    |                                   |
| 2003 | Kaja Kruszyńska        | Frombork (Varmia y Masuria)              |                                   |
| 2004 | Elżbieta Sawerska      | Lublin (Lublin)                          |                                   |
| 2005 | Renata Nowak           | Bydgoszcz (Cuyavia y Pomerania)          |                                   |
| 2006 | Aleksandra Ogłaza      | Bychawa (Lublin)                         |                                   |
| 2007 | Karolina Zakrzewska    | Zielona Góra (Lubusz)                    |                                   |
| 2008 | Klaudia Ungerman       | Wysiedle (Pomerania Occidental)          |                                   |
| 2009 | Anna Jamróz            | Rumia (Pomerania)                        |                                   |
| 2010 | Agata Szewioła         | Żary (Lubusz)                            |                                   |
| 2011 | Angelika Ogryzek       | Szczecin (Pomerania Occidental)          |                                   |
| 2012 | Katarzyna Krzeszowska  | Krynica Zdrój (Pequeña Polonia)          |                                   |
| 2013 | Ada Sztajerowska       | Piotrków Trybunalski (Lodz)              |                                   |
| 2014 | Ewa Mielnicka          | Ostrołęka (Mazovia)                      |                                   |
| 2015 | Magdalena Bieńkowska   | Mikołajki (Varmia y Masuria)             |                                   |
| 2016 | Paulina Maziarz        | Zwoleń (Mazovia)                         |                                   |
| 2017 | Kamila Świerc          | Opole (Opole)                            |                                   |
| 2018 | Olga Buława            | Świnoujście (Pomerania Occidental)       |                                   |
| 2019 | Magdalena Kasiborska   | Zabrze (Silesia)                         |                                   |
| 2020 | Anna Maria Jaromin     | Katowice (Silesia)                       |                                   |
| 2021 | Agata Wdowiak          | Lodz (Lodz)                              |                                   |
| 2022 | Aleksandra Klepaczka   | Lodz (Lodz)                              |                                   |
| 2023 | Angelika Jurkowianiec  | Namysłów (Opole)                         | Reina Internacional del Café 2024 |
| 2024 | Kasandra Zawal         | Bierzglinek (Gran Polonia)               |                                   |
| 2025 | Oliwia Mikulska        | Żary (Lubusz)                            |                                   |

## Representación internacional

### Miss Universo Polonia
: Declarada como ganadora
     : Terminó como finalista
     : Terminó como una de las semifinalistas o cuartofinalistas
     : Terminó como ganadora de premios especiales
| Año                           | Voivodato                             | Miss Polski                     | Posición en Miss Universo | Premios especiales |
| ----------------------------- | ------------------------------------- | ------------------------------- | ------------------------- | ------------------ |
| 2024                          | Gran Polonia                          | Kasandra Zawal                  | No clasificó              |                    |
| 2023                          | Opole                                 | Angelika Jurkowianiec           | No clasificó              |                    |
| 2022                          | Lodz                                  | Aleksandra Klepaczka            | No clasificó              |                    |
| 2021                          | Lodz                                  | Agata Wdowiak                   | No clasificó              |                    |
| 2020                          | Lodz                                  | Natalia Piguła                  | No clasificó              |                    |
| 2019                          | Pomerania Occidental                  | Olga Buława                     | No clasificó              | - Miss Simpatía    |
| Miss Polonia                  |                                       |                                 |                           |                    |
| 2018                          | Świętokrzyskie                        | Magdalena Swat                  | Top 20                    |                    |
| 2017                          | Lodz                                  | Katarzyna Włodarek              | No clasificó              |                    |
| 2016                          | Varmia y Masuria                      | Izabella Krzan                  | No clasificó              |                    |
| 2015                          | Pomerania Occidental                  | Weronika Szmajdzińska           | No clasificó              |                    |
| 2014                          | Pequeña Polonia                       | Marcela Chmielowska             | No clasificó              |                    |
| 2013                          | Mazovia                               | Paulina Krupińska               | No clasificó              | - Miss Fotogénica  |
| 2012                          | Pomerania                             | Marcelina Zawadzka              | Top 16                    |                    |
| 2011                          | Podlaquia                             | Rozalia Mancewicz               | No clasificó              |                    |
| 2010                          | Baja Silesia                          | Maria Nowakowska                | No clasificó              |                    |
| 2009                          | Baja Silesia                          | Angelika Jakubowska             | No clasificó              |                    |
| 2008                          | Lodz                                  | Barbara Tatara                  | No clasificó              |                    |
| 2007                          | Mazovia                               | Dorota Gawron                   | No clasificó              |                    |
| 2006                          | Mazovia Comunidad polaca en Venezuela | Francys Mayela Barraza Sudnicka | No clasificó              |                    |
| 2005                          | Cuyavia y Pomerania                   | Marta Kossakowska               | No clasificó              |                    |
| 2004                          | Subcarpacia                           | Paulina Panek                   | No clasificó              |                    |
| 2003                          | Santa Cruz                            | Iwona Makuch                    | No clasificó              |                    |
| 2002                          | Pomerania Occidental                  | Joanna Drozdowska               | No clasificó              |                    |
| 2001                          | Mazovia                               | Monika Gruda                    | No clasificó              |                    |
| 2000                          | Varmia y Masuria                      | Emilia Ewelina Raszynska        | No clasificó              |                    |
| 1999                          | Lublin                                | Katarzyna Pakula                | No clasificó              |                    |
| 1998                          | Pomerania                             | Sylwia Małgorzata Kupiec        | No clasificó              |                    |
| 1997                          | Gran Polonia                          | Agnieszka Zielińska             | No clasificó              |                    |
| 1996                          | Pomerania                             | Monika Chróścicka-Wnętrzak      | No clasificó              |                    |
| 1995                          | Silesia                               | Magdalena Pęcikiewicz           | No clasificó              |                    |
| 1994                          | Pomerania Occidental                  | Joanna Brykczyńska              | No clasificó              |                    |
| 1993                          | Varmia y Masuria                      | Marzenna Wolska                 | No clasificó              |                    |
| 1992                          | Lublin                                | Izabela Filipowska              | No clasificó              |                    |
| 1991                          | Mazovia                               | Joanna Michalska                | No clasificó              |                    |
| 1990                          | Lodz                                  | Małgorzata Obieżalska           | No clasificó              |                    |
| 1989                          | Pomerania Occidental                  | Joanna Gapińska                 | Tercera finalista         |                    |
| No compitió entre 1987 y 1988 |                                       |                                 |                           |                    |
| 1986                          | Mazovia                               | Brygida Elżbieta Bziukiewicz    | Tercera finalista         |                    |
| 1985                          | Lubusz                                | Katarzyna Zawidzka              | No clasificó              |                    |
| 1984                          | Mazovia                               | Joanna Karska                   | No clasificó              |                    |
| No compitió entre 1960 y 1983 |                                       |                                 |                           |                    |
| 1959                          | Mazovia                               | Zuzanna Cembrowska              | Top 16                    |                    |
| 1958                          | Mazovia                               | Alicja Bobrowska                | Cuarta finalista          |                    |

### Miss Supranacional Polonia
: Declarada como ganadora
     : Terminó como finalista
     : Terminó como una de las semifinalistas o cuartofinalistas
     : Terminó como ganadora de premios especiales
La ganadora de Miss Polski suele competir en Miss Supranacional. A veces se envía una finalista en lugar de la ganadora.
| Año  | Voivodato                                                              | Miss Polski                                                            | Posición en Miss Supranacional                                         | Premios especiales |
| ---- | ---------------------------------------------------------------------- | ---------------------------------------------------------------------- | ---------------------------------------------------------------------- | --- |
| 2024 | Opole                                                                  | Angelika Jurkowianiec                                                  | No clasificó                                                           | |
| 2023 | Lodz                                                                   | Aleksandra Klepaczka                                                   | Top 24                                                                 | |
| 2022 | Lodz                                                                   | Agata Wdowiak                                                          | Top 12                                                                 | - Miss Supranacional Europa - Miss Supra Influencer (Top 42)                                                                    |
| 2021 | Gran Polonia                                                           | Natalia Balicka                                                        | Top 12                                                                 | - Miss Supranacional Europa - Miss Elegancia (Top 11)                                                                           |
| 2020 | Debido al impacto de la pandemia de COVID-19, no hubo concurso en 2020 | Debido al impacto de la pandemia de COVID-19, no hubo concurso en 2020 | Debido al impacto de la pandemia de COVID-19, no hubo concurso en 2020 | Debido al impacto de la pandemia de COVID-19, no hubo concurso en 2020                                                          |
| 2019 | Opole                                                                  | Kamila Świerc                                                          | Top 25                                                                 | - Mejor Talento (Primera finalista) - Supra Chat con Valeria (Top 16) - Desafío «¿Qué significa Supranacional para ti?» (Top 6) |
| 2018 | Varmia y Masuria                                                       | Magdalena Bieńkowska                                                   | Segunda finalista                                                      | |
| 2017 | Mazovia                                                                | Paulina Maziarz                                                        | Top 10                                                                 | - Miss Semilac - Reina de Europa                                                                                                |
| 2016 | Mazovia                                                                | Ewa Mielnicka                                                          | Top 10                                                                 | |
| 2015 | Lodz                                                                   | Ada Sztajerowska                                                       | Top 20                                                                 | - Top Model (Top 3) |
| 2014 | Pequeña Polonia                                                        | Katarzyna Krzeszowska                                                  | Cuarta finalista                                                       | - Miss Mundo de la Moda (Segunda finalista)                                                                                     |
| 2013 | Pomerania Occidental                                                   | Angelika Ogryzek                                                       | Top 20                                                                 | |
| 2012 | Mazovia                                                                | Agnieszka Karasiewicz                                                  | Top 20                                                                 | |
| 2011 | Mazovia                                                                | Monika Lewczuk                                                         | Miss Supranacional 2011                                                | |
| 2010 | Pomerania                                                              | Anna Jamróz                                                            | Top 15                                                                 | - Reina de Europa |
| 2009 | Pomerania Occidental                                                   | Klaudia Ungerman                                                       | Segunda finalista                                                      | |

### Miss Internacional Polonia
: Declarada como ganadora
     : Terminó como finalista
     : Terminó como una de las semifinalistas o cuartofinalistas
     : Terminó como ganadora de premios especiales
Al principio, la ganadora de Miss Juwenaliów 1959 participó en Miss Internacional. Desde 1985, Miss Internacional Polonia será seleccionada por Miss Polonia, Miss Polski o una de las finalistas de Miss Polonia o Miss Polski. A partir de 2015, la franquicia Miss Internacional está a cargo de la Organización Miss Polski.
| Año                                                                              | Voivodato            | Miss Polski                 | Posición en Miss Internacional | Premios especiales |
| -------------------------------------------------------------------------------- | -------------------- | --------------------------- | ------------------------------ | ------------------ |
| 2023                                                                             | Gran Polonia         | Julia Marcinkowska          | No clasificó                   |                    |
| 2022                                                                             | Lublin               | Sylwia Stasińska            | No clasificó                   |                    |
| Debido al impacto de la pandemia de COVID-19, no hubo concurso entre 2020 y 2021 |                      |                             |                                |                    |
| 2019                                                                             | Podlaquia            | Karina Szczepanek           | No clasificó                   |                    |
| 2018                                                                             | Pomerania            | Marta Kaja Pałucka          | No clasificó                   |                    |
| 2017                                                                             | Mazovia              | Paulina Maziarz             | No clasificó                   |                    |
| 2016                                                                             | Varmia y Masuria     | Magdalena Bieńkowska        | Top 15                         |                    |
| 2015                                                                             | Mazovia              | Ewa Mielnicka               | No clasificó                   |                    |
| Representantes polacas de Miss Polonia                                           |                      |                             |                                |                    |
| 2014                                                                             | Mazovia              | Zaneta Pludowska            | No clasificó                   |                    |
| 2013                                                                             | Mazovia              | Katarzyna Oracka            | No clasificó                   |                    |
| 2012                                                                             | Podlaquia            | Rozalia Mancewicz           | No clasificó                   |                    |
| Representante polaca de Miss Polonia del voivodato de Łódź                       |                      |                             |                                |                    |
| 2011                                                                             | Mazovia              | Adrianna Olga Wojciechowska | No clasificó                   |                    |
| Miss Polonia                                                                     |                      |                             |                                |                    |
| 2010                                                                             | Pomerania Occidental | Zaneta Sitko                | No clasificó                   |                    |
| 2009                                                                             | Baja Silesia         | Angelika Jakubowska         | No clasificó                   |                    |
| 2008                                                                             | Pomerania Occidental | Anna Maria Tarnowska        | Segunda finalista              |                    |
| 2007                                                                             | Mazovia              | Dorota Gawron               | No clasificó                   |                    |
| 2006                                                                             | Mazovia              | Marta Jakoniuk              | No clasificó                   |                    |
| 2005                                                                             | Podlaquia            | Monika Szeroka              | No clasificó                   |                    |
| 2004                                                                             | Mazovia              | Marta Matyjasik             | No clasificó                   |                    |
| 2003                                                                             | No compitió          | No compitió                 | No compitió                    | No compitió        |
| Miss Lata z Radiem                                                               |                      |                             |                                |                    |
| 2002                                                                             | Opole                | Monika Angermann            | Top 12                         |                    |
| Miss Polonia                                                                     |                      |                             |                                |                    |
| 2001                                                                             | Varmia y Masuria     | Malgorzata Rozniecka        | Miss Internacional 2001        |                    |
| 2000                                                                             | Varmia y Masuria     | Ewelina Raszynska           | No clasificó                   |                    |
| Miss Lata z Radiem                                                               |                      |                             |                                |                    |
| 1999                                                                             | Cuyavia y Pomerania  | Adrianna Gerczew            | Top 12                         |                    |
| Miss Polonia                                                                     |                      |                             |                                |                    |
| 1998                                                                             | Lublin               | Agnieszka Osińska           | Top 12                         |                    |
| 1997                                                                             | Pomerania            | Agnieszka Beata Myko        | Top 12                         |                    |
| 1996                                                                             | Silesia              | Monika Marta Adamek         | No clasificó                   |                    |
| 1995                                                                             | No compitió          | No compitió                 | No compitió                    | No compitió        |
| 1994                                                                             | Cuyavia y Pomerania  | Ilona Felicjanska           | No clasificó                   |                    |
| Miss Polski                                                                      |                      |                             |                                |                    |
| 1993                                                                             | Cuyavia y Pomerania  | Agnieszka Pachalko          | Miss Internacional 1993        |                    |
| 1992                                                                             | Silesia              | Elzbieta Jadwiga Dziech     | No clasificó                   |                    |
| 1991                                                                             | Baja Silesia         | Agnieszka Kotlarska         | Miss Internacional 1991        |                    |
| 1990                                                                             | Pomerania            | Ewa Maria Szymczak          | Top 10                         |                    |
| Miss Polonia                                                                     |                      |                             |                                |                    |
| 1989                                                                             | Pomerania Occidental | Aneta Kreglicka             | Primera finalista              |                    |
| 1988                                                                             | No compitió          | No compitió                 | No compitió                    | No compitió        |
| 1987                                                                             | Pomerania Occidental | Monika Nowosadko            | No clasificó                   |                    |
| 1986                                                                             | Silesia              | Renata Fatla                | No clasificó                   |                    |
| 1985                                                                             | Lubusz               | Katarzyna Zawidzka          | Top 15                         |                    |
| Miss Juwenaliów                                                                  |                      |                             |                                |                    |
| No compitió entre 1961 y 1984, en 1966 no hubo concurso                          |                      |                             |                                |                    |
| 1960                                                                             | Pequeña Polonia      | Marzena Malinowska          | Top 15                         |                    |

## Licencias internacionales anteriores bajo Miss Polski

### Miss Mundo Polonia
: Declarada como ganadora
     : Terminó como finalista
     : Terminó como una de las semifinalistas o cuartofinalistas
     : Terminó como ganadora de premios especiales
Miss Polonia comenzó a ser titular de la franquicia en 1983, desde 1983 hasta 2007, Miss Polonia seleccionaba a la ganadora o finalista para Miss Mundo. De 2007 a 2014 se compró la licencia de Miss Mundo a Miss Polski y continuó entre 2015 y 2017 el concurso de Miss Mundo Polonia seleccionó de forma independiente a la ganadora para Miss Mundo. Desde 2018, el Miss Polonia volvió a ser titular de la franquicia nacional de Miss Mundo.
| Año                | Voivodato            | Miss Polski                 | Posición en Miss Mundo | Premios especiales                                  |
| ------------------ | -------------------- | --------------------------- | ---------------------- | --------------------------------------------------- |
| 2017               | Varmia y Masuria     | Magdalena Bieńkowska        | Top 40                 | - Top Model (Top 30)                                |
| Miss Mundo Polonia |                      |                             |                        |                                                     |
| 2016               | Mazovia              | Kaja Klimkiewicz            | No clasificó           | - Talento (Top 21)                                  |
| 2015               | Pomerania            | Marta Kaja Pałucka          | Top 20                 | - Top Model (Top 30) - Mejor en Entrevista (Top 12) |
| Miss Polski        |                      |                             |                        |                                                     |
| 2014               | Lodz                 | Ada Sztajerowska            | No clasificó           |                                                     |
| 2013               | Pequeña Polonia      | Katarzyna Krzeszowska       | No clasificó           |                                                     |
| 2012               | Pomerania Occidental | Weronika Szmajdzińska       | No clasificó           | Top Model (primera finalista)                       |
| 2011               | Pomerania Occidental | Angelika Natalia Ogryzek    | No clasificó           |                                                     |
| 2010               | Lubusz               | Agata Szewiola              | No clasificó           |                                                     |
| 2009               | Pomerania            | Anna Jamróz                 | Top 16                 |                                                     |
| 2008               | Pomerania Occidental | Klaudia Maria Ungerman      | No clasificó           |                                                     |
| 2007               | Lubusz               | Karolina Zakrzewska         | No clasificó           |                                                     |
| Miss Polonia       |                      |                             |                        |                                                     |
| 2006               | Pomerania Occidental | Marzena Cieslik             | No clasificó           | - Belleza Playera (Top 10)                          |
| 2005               | Opole                | Malwina Ratajczak           | No clasificó           |                                                     |
| 2004               | Gran Polonia         | Katarzyna Weronika Borowicz | Top 5                  | - Top Model (Top 20)                                |
| 2003               | Pequeña Polonia      | Karolina Gorazda            | No clasificó           | - Belleza Playera (Top 10)                          |
| 2002               | Baja Silesia         | Marta Matyjasik             | No clasificó           |                                                     |
| 2001               | Pomerania Occidental | Joanna Drozdowska           | No clasificó           |                                                     |
| 2000               | Cuyavia y Pomerania  | Justyna Bergmann            | No clasificó           |                                                     |
| 1999               | Lublin               | Marta Kwiecień              | No clasificó           |                                                     |
| 1998               | Varmia y Masuria     | Izabela Opęchowska          | No clasificó           |                                                     |
| 1997               | Silesia              | Roksana Jonek               | No clasificó           |                                                     |
| 1996               | Gran Polonia         | Agnieszka Zielinska         | No clasificó           |                                                     |
| 1995               | Baja Silesia         | Ewa Jzabella Tylecka        | No clasificó           |                                                     |
| 1994               | Silesia              | Jadwiga Flank               | No clasificó           |                                                     |
| 1993               | Baja Silesia         | Alexandra Spieczynska       | No clasificó           |                                                     |
| 1992               | Lower Poland         | Ewa Wachowicz               | Top 5                  |                                                     |
| 1991               | Silesia              | Karina Wojciechowska        | No clasificó           |                                                     |
| Miss Polski        |                      |                             |                        |                                                     |
| 1990               | Mazovia              | Ewa Maria Szymczak          | Top 10                 |                                                     |
| Miss Polonia       |                      |                             |                        |                                                     |
| 1989               | Pomerania            | Aneta Kręglicka             | Miss Mundo 1989        |                                                     |
| 1988               | Pomerania Occidental | Joanna Gapinska             | No clasificó           |                                                     |
| 1987               | Pomerania Occidental | Monika Ewa Nowosadko        | Top 6                  |                                                     |
| 1986               | Silesia              | Renata Fatla                | No clasificó           |                                                     |
| 1985               | Lubusz               | Katarzyna Dorota Zawidzka   | Top 15                 |                                                     |
| 1984               | Mazovia              | Magdalena Jaworska          | No clasificó           |                                                     |
| 1983               | Pomerania Occidental | Lidia Wasiak                | No clasificó           |                                                     |

### Miss Europa Polonia
: Declarada como ganadora
     : Terminó como finalista
     : Terminó como una de las semifinalistas o cuartofinalistas
     : Terminó como ganadora de premios especiales
La ganadora de Miss Polski también competía en Miss Europa.
| Año                                                                                             | Voivodato                                     | Miss Polski                                   | Posición en Miss Europa                       | Premios especiales                            |
| ----------------------------------------------------------------------------------------------- | --------------------------------------------- | --------------------------------------------- | --------------------------------------------- | --------------------------------------------- |
| 1993                                                                                            | Pomerania Occidental                          | Dorota Wrobel                                 | No clasificó                                  |                                               |
| 1992                                                                                            | Gran Polonia                                  | Jana Fabian                                   | No clasificó                                  |                                               |
| 1991                                                                                            | Mazovia                                       | Ewa Maria Szymczak                            | Top 13                                        |                                               |
| Representantes polacas de Miss Polonia                                                          |                                               |                                               |                                               |                                               |
| 1989, 1990                                                                                      | No se llevó a cabo el concurso en 1989 y 1990 | No se llevó a cabo el concurso en 1989 y 1990 | No se llevó a cabo el concurso en 1989 y 1990 | No se llevó a cabo el concurso en 1989 y 1990 |
| 1988                                                                                            | Pomerania Occidental                          | Ewa Monika Nowosadko                          | Primera finalista                             |                                               |
| 1986, 1987                                                                                      | No se llevó a cabo el concurso en 1986 y 1987 | No se llevó a cabo el concurso en 1986 y 1987 | No se llevó a cabo el concurso en 1986 y 1987 | No se llevó a cabo el concurso en 1986 y 1987 |
| 1985                                                                                            | Mazovia                                       | Magdalena Jaworska                            | No clasificó                                  |                                               |
| 1984                                                                                            | Pomerania Occidental                          | Lidia Wasiak                                  | No clasificó                                  |                                               |
| No compitió entre 1955 y 1982, no compitió en 1975, 1977, 1979 y 1983                           |                                               |                                               |                                               |                                               |
| Representantes polacas de Miss Polonia Francia                                                  |                                               |                                               |                                               |                                               |
| 1954                                                                                            | Comunidad polaca en Francia                   | Kazimiera Klimczak                            | No clasificó                                  |                                               |
| Representantes polacas de Miss Polonia                                                          |                                               |                                               |                                               |                                               |
| No compitió entre 1938 y 1953, no compitió entre 1939 y 1947 debido a la Segunda Guerra Mundial |                                               |                                               |                                               |                                               |
| 1937                                                                                            | Mazovia                                       | Józefa Kaczmarkiewicz                         | No clasificó                                  |                                               |
| 1935, 1936                                                                                      | No compitió entre 1935 y 1936                 | No compitió entre 1935 y 1936                 | No compitió entre 1935 y 1936                 | No compitió entre 1935 y 1936                 |
| 1934                                                                                            | Wilno***                                      | Maria Zabkiewicz                              | No clasificó                                  |                                               |
| 1933                                                                                            | No compitió en 1933                           | No compitió en 1933                           | No compitió en 1933                           | No compitió en 1933                           |
| 1932                                                                                            | Gran Polonia                                  | Zofia Dobrowolska                             | No clasificó                                  |                                               |
| 1931                                                                                            | No compitió en 1931                           | No compitió en 1931                           | No compitió en 1931                           | No compitió en 1931                           |
| 1930                                                                                            | Lwów****                                      | Zofia Batycka                                 | No clasificó                                  |                                               |
| 1929                                                                                            | Mazovia                                       | Władysława Kostakówna                         | Primera finalista                             |                                               |
| 1928                                                                                            | No se llevó a cabo el concurso en 1928        | No se llevó a cabo el concurso en 1928        | No se llevó a cabo el concurso en 1928        | No se llevó a cabo el concurso en 1928        |
| 1927                                                                                            | Mazovia                                       | Aniela Bogucka                                | Primera finalista                             |                                               |

- (***) La ciudad de Wilno o Vilna se convirtió en parte de la independiente Lituania.
- (****) A partir de 1991 Lwów o Leópolis es parte de la independiente Ucrania.

### Miss Grand Polonia
: Declarada como ganadora
     : Terminó como finalista
     : Terminó como una de las semifinalistas o cuartofinalistas
     : Terminó como ganadora de premios especiales
| Año  | Voivodato            | Miss Polski           | Posición en Miss Grand Internacional | Premios especiales                |
| ---- | -------------------- | --------------------- | ------------------------------------ | --------------------------------- |
| 2016 | Podlaquia            | Marta Redo            | No clasificó                         |                                   |
| 2015 | Pequeña Polonia      | Katarzyna Krzeszowska | Top 20                               |                                   |
| 2014 | Pomerania Occidental | Angelika Ogryzek      | Top 10                               | - Mejor en Traje de Baño (Top 25) |
| 2013 | Podlaquia            | Anna Moniuszko        | No clasificó                         |                                   |